# Palliolum leptaleum
Palliolum leptaleum är en musselart som först beskrevs av Addison Emery Verrill 1884.  Palliolum leptaleum ingår i släktet Palliolum och familjen kammusslor. Inga underarter finns listade i Catalogue of Life.